# Sanary-sur-Mer
Sanary-sur-Mer este o comună în departamentul Var din sud-estul Franței. În 2009 avea o populație de 16.806 de locuitori.

## Evoluția populației
| An        | 1975   | 1982   | 1990   | 1999   | 2006   | 2009   |
| --------- | ------ | ------ | ------ | ------ | ------ | ------ |
| Populație | 10.264 | 11.505 | 14.730 | 16.995 | 18.023 | 16.806 |